# Petra Nüssgens-Patz
Petra Nüssgens-Patz (* 1961) ist eine deutsche Bogenschützin.
Nüssgens-Patz ist Vize-Weltmeisterin in der Freiluftkonkurrenz Recurve (50 bis 59 Jahre). Diesen Erfolg errang sie im schweizerischen Lausanne mit ihrer persönlichen Bestleistung vom 639 Ringen. In der erstmals ausgetragenen Masterklasse über 40 Jahre erreichte sie den 4. Platz.
In den Jahren 2010, 2011 und 2016 war sie deutsche Meisterin in ihrer Klasse. Auf Kreis- und Landesebene holte sie mehrfach Titel.
Die Bogenschützin startet für die Rollstuhl-Sport-Gemeinschaft Düren (RSG Düren).

## Ehrungen
- Mit der Mannschaft wurde sie 2017 aus herausragende Sportlerin des Kreises Düren geehrt.[3]
- Auszeichnung durch den Stadtsportverband Düren im Jahr 2014.[4]